# جان وزلی (فیلم)
جان وزلی (انگلیسی: John Wesley) فیلمی در ژانر زندگینامه‌ای است.